# Epidendrum blepharistes
Epidendrum blepharistes es una especie de orquídea epífita del género Epidendrum.

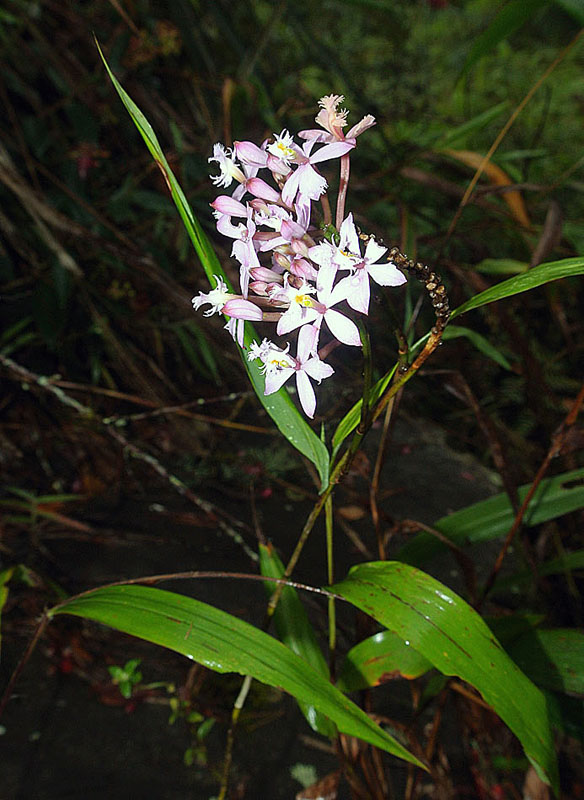
Vista de la planta

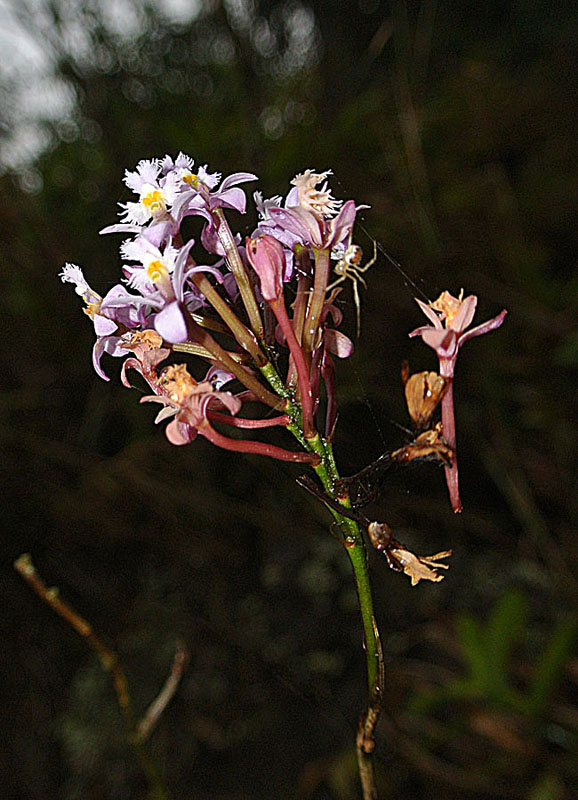
Inflorescencia

## Descripción
Es una orquídea de tamaño medio a grade, que prefiere el clima cálido al frío, con terrestre o epífita. Con pseudobulbo fusiformes, envueltos completamente por vainas tubulares y evanescentes, que lleva 3 hojas, coriáceas, oblongas, linear-oblongas a oblongo-elípticas, obtusas a apiculadas. Florece en casi cualquier época del año en una inflorescencia terminal, de 60 cm de largo, erecta, con muchos flores, inflorescencia racemosa que surge en un pseudobulbo maduro, arrugada fusiforme, sulcado que está subtendido por varias brácteas escariosas. Esta especie se encuentra a menudo asociada con las hormigas y pueden beneficiarse de su presencia.

## Distribución
Se encuentra en Costa Rica, Colombia, Venezuela, Ecuador, Perú y Bolivia en los bosques húmedos montanos nubosos y se encuentra a elevaciones de 1400-2500 metros, en las escarpadas y rocosas laderas con musgo en los árboles muertos con una colonia de hormigas.

## Taxonomía
Epidendrum blepharistes fue descrita por Barker ex Lindl. y publicado en Edwards's Botanical Register 30: Misc. 20. 1844.
Etimología
Ver: Epidendrum
blepharistes: epíteto latino que significa "con pestaña".
Sinonimia
- Epidendrum brachycladium Lindl.
- Epidendrum brachycladium var. crassipes Lindl.
- Epidendrum crassipes (Lindl.) Kraenzl.
- Epidendrum crassipes (Lindl.) Schltr.
- Epidendrum dobralilobum Ames & C. Schweinf.
- Epidendrum dolabrilobum Ames & C.Schweinf.
- Epidendrum funkii Rchb.f.
- Epidendrum pachypodum Schltr.[4][5]